# Houcine Zidoune
Houcine Zidoune (Casablanca, 12 marzo 1990) è un ex calciatore marocchino, di ruolo centrocampista.

## Carriera

### Club
Zidoune giocò con la maglia del Wydad Casablanca, con cui vinse il campionato 2009-2010. Fu anche in campo nella finale della CAF Champions League 2011. Successivamente, si trasferì all'Olympique Safi.
Il 7 agosto 2013, si aggregò ai norvegesi dell'Aalesund per sostenere un provino. L'11 agosto, l'Aalesund rese noto l'ingaggio del calciatore, che arrivò con la formula del prestito e che scelse di vestire la casacca numero 6.

## Palmarès

### Club

#### Competizioni nazionali
- Campionato marocchino: 1

Wydad Casablanca: 2009-2010